# Freeez
Freeez – brytyjski zespół muzyczny, powstały w 1981 roku. Ich największy przebój to „I.O.U” z roku 1983 (UK #2) i „Pop Goes My Love” z roku 1983 (UK #26).

## Skład
W grupie występowali
- John Rocca – śpiew
- Andy Stennet – instrumenty klawiszowe
- Peter Maas – gitara basowa
- Paul Morgan – instrumenty perkusyjne
- Everton Mcalla – instrumenty perkusyjne

## Dyskografia

### Albumy
- 1981 Southern Freeez  (Beggars Banquet) – UK #17
- 1983 Gonna Get You (Beggars Banquet) – UK #46
- 1983 I.O.U. (Beggars Banquet)
- 1984 Idle Vice (Beggars Banquet)